# 杨洪波 (1961年)
杨洪波（1961年11月—），云南剑川人，白族，中国共产党党员。中华人民共和国政治人物、第十三届全国人大代表、中共十八大代表。

## 生平
杨洪波于1982年毕业后，被分配到云南省剑川县二中任教，1984年调任为大理州委党校讲师，1992年步入政坛，历任大理州政府办公室副科长、科长、副主任，云南省政府办公厅省长办公室副处级秘书、副主任、主任、云南省外资办副主任兼外商投资服务中心主任，云南省经贸委副主任，中共文山州委副书记，云南省人民政府副秘书长、参事室主任、办公厅党组成员。
2009年再度下放地方，出任中共临沧市委书记，2013年改任中共红河州委书记。
2015年，杨洪波回到昆明，出任云南省发展和改革委员会党组书记、主任。2018年再度兼任云南省人民政府副秘书长，直至2021年卸任。杨洪波于不久后被云南省人民政府聘任为政府参事，聘期至2024年11月。
2018年，杨洪波被选为云南省出席第十三届全国人民代表大会代表。